# Tillandsia baileyi
Tillandsia baileyi es una especie de planta epífita dentro del género  Tillandsia, de la  familia de las bromeliáceas. Es originaria de Centroamérica.

## Cultivares
- Tillandsia 'Borumba' (T. baileyi 'Texas' × T. 'Druid')
- Tillandsia 'Califano' (T. baileyi × T. ionantha)
- Tillandsia 'Festubail' (T. festucoides × T. baileyi)
- Tillandsia 'Halley's Comet'
- Tillandsia 'Kanyan' (T. intermedia × T. baileyi)
- Tillandsia 'Mark Aldridge' (T. baileyi × T. capitata 'Maroon')
- Tillandsia 'Rosalie Mavrikas' (T. baileyi × T. schiediana)
- Tillandsia 'Tiaro' (T. baileyi × T. seleriana)
- Tillandsia 'Veronica Orozco' (T. baileyi × T. caput-medusae)
- Tillandsia 'Wallu' (T. baileyi × T. achyrostachys?)[2]

## Taxonomía
Tillandsia baileyi fue descrita por Rose ex Small y publicado en Flora of the Southeastern United States 246, 1328. 1903.
Etimología
Tillandsia: nombre genérico que fue nombrado por Carlos Linneo en 1738 en honor al médico y botánico finlandés Dr. Elias Tillandz (originalmente Tillander) (1640-1693).
baileyi: epíteto otorgado en honor del botánico Jacob Whitman Bailey. 